# Paolo Ferrero
Paolo Ferrero (Pomaretto, 17 de noviembre de 1960) es un político italiano. Fue ministro de Solidaridad Social del segundo Gobierno de Romano Prodi del 17 de mayo de 2006 al 8 de mayo de 2008. Desde el 27 de julio de 2008 al 2 de abril de 2017 ha sido el secretario general del Partido de la Refundación Comunista.

## Etapa en Democracia Proletaria
A los diecisiete años se inscribe a Democracia Proletaria (DP), donde pronto pasara a formar parte de sus órganos dirigente. En 1978 -tras diplomarse en el instituto técnico Industrial- empieza a trabajar como obrero del Grupo Fiat, donde distribuye el periódico obrero "Valle contro". 
A los 27 años Ferrero crea la cooperativa agro-forestal Coop Agrovalli -todavía en actividad- y empieza a dedicarse a tiempo completo a la política.

## Etapa en Refundación Comunista
En 1991 Democrazia Proletaria se integra en el Partido de la Refundación Comunista (PRC) y Ferrero se convierte en portavoz del grupo municipal en el Ayuntamiento de Turín. A nivel interno Ferrero es el líder de una corriente minoritaria del partido junto a Luigi Vinci y el exsecretario de Democracia Proletaria Giovanni Russo Spena, que en el IV Congreso de 1996 apoyará la moción de Fausto Bertinotti. Desde 1995 es miembro de la secretaría nacional de Refundación, donde ha sido responsable del departamento de asociacionismo y movimientos sociales y del área de trabajo, economía y derechos sociales.
En las elecciones de 2006 viene elegido diputado en la circunscripción del Piamonte. El 17 de mayo es nombrado ministro de solidaridad social, con competencias en migración, drogodependencia y el servicio civil.
En las elecciones de 2008 Ferrero vuelve a presentarse a la cámara pero no viene reelegido debido a la fuerte caída de la Refundación Comunista.
Tras estos pésimos resultado el partido convoca su VII congreso en julio de 2008, en el que Ferrero presenta su candidatura a secretario y el documento Refundación Comunista en movimiento, relanzar el partido, construir la unidad de la izquierda, firmado junto a Claudio Grassi, líder del área Essere comunisti. 
El 27 de julio de 2008, último día del congreso el documento de Ferrero viene aprobado con el 53% de los votos, superando al de Nichi Vendola, que se quedó en el 47%. Ferrero es elegido inmediatamente secretario, convirtiéndose en el primer secretario del PRC que no viene del Partido Comunista Italiano.

## Publicaciones
Es autor del libro Immigrazione. Fa più rumore l'albero che cade che la foresta che cresce, Torino:Claudiana, 2007.
| Predecesor: Fausto Bertinotti | Secretario General de Refundación Comunista 2008 - 2017 | Sucesor: Maurizio Acerbo |